# Niveoscincus metallicus
Espèce
Synonymes
- Mocoa metallica O'Shaughnessy, 1874

Niveoscincus metallicus est une espèce de sauriens de la famille des Scincidae.

## Répartition
Cette espèce est endémique d'Australie. Elle se rencontre entre 40 et 1 000 m d'altitude dans le sud de l'État de Victoria, en Tasmanie et sur de nombreuses îles du détroit de Bass. Il est le lézard le plus répandu en Tasmanie.

## Description

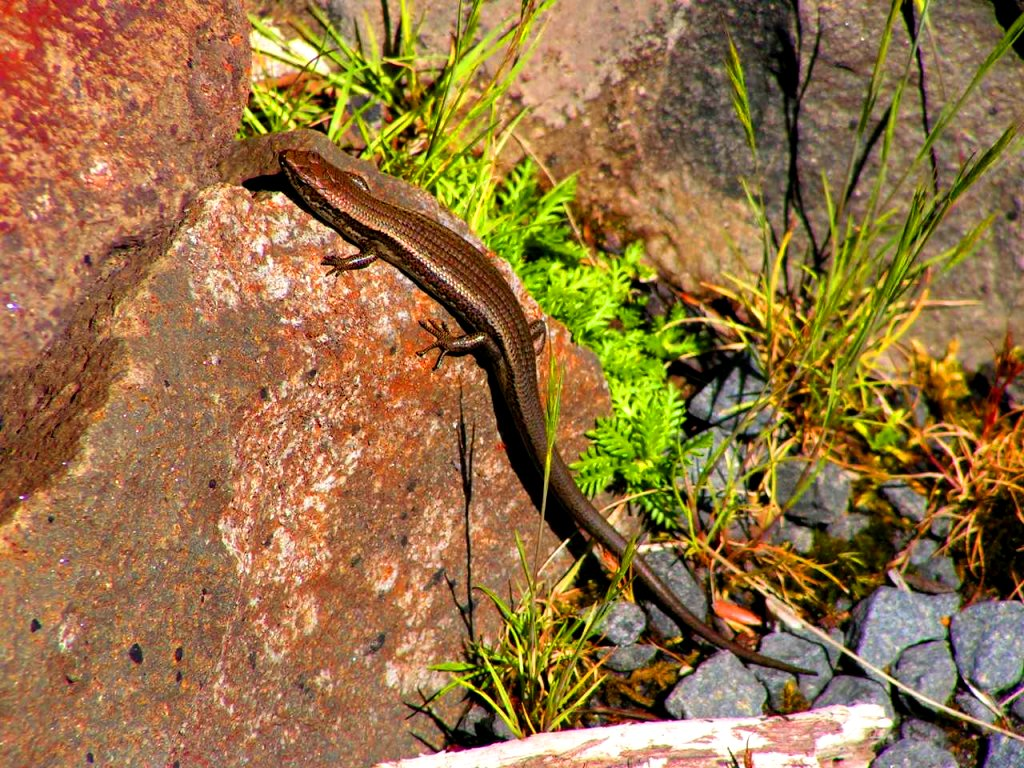

Cette espèce est vivipare et d'aspect très variable.

## Publication originale
- O'Shaughnessy, 1874 : A description of a new species of Scincidae in the collection of the British Museum. Annals and magazine of natural history, sér. 4, vol. 13, p. 298-301 (texte intégral).